# Rosario (Uruguay)
Rosario, auch bekannt als Villa del Rosario, Rosario Oriental oder Rosario del Colla ist eine Stadt im Süden Uruguays.

## Geographie

### Lage
Sie liegt im südöstlichen Teil des Departamento Colonia in dessen Sektor 3. Die Entfernung zur östlich gelegenen Landeshauptstadt Montevideo beträgt ca. 130 km. Knapp 60 km westlich von Rosario befindet sich Colonia del Sacramento, die Hauptstadt des Departamentos. In der näheren Umgebung befinden sich zudem die Städte Nueva Helvecia (Nordosten) und Colonia Valdense (Südosten), sowie die Ortschaften Paraje Minuano (Südwesten), La Paz (Südosten) und Barker (Nordwesten). Östlich des 18 m über dem Meeresspiegel liegenden Stadtgebiets fließt zudem der Río Rosario.

### Bodenschätze
In der Gegend um Rosario existieren Vorkommen von schwarzem Granit.

## Geschichte
Rosario wurde am 24. Januar 1775 von Benito Herosa gegründet und ist somit die einzige Stadt spanischen Ursprungs des Departamentos Colonia. Am 17. August 1920 wurde sie durch die gesetzliche Regelung des Ley No. 7.257 als Ciudad (Stadt) klassifiziert.

## Infrastruktur

### Bildung
Rosario verfügt mit dem 1933 gegründeten Liceo de Rosario „Agustín Urbano Indart Curutchet“ über eine weiterführende Schule (Liceo).

### Medien
Die Stadt verfügt über einen Offenen Kanal (Canal 8) und zwei lokale Radio-Stationen (Radio FM 89,9 MHz).

### Verkehr
Rosario liegt nahe der Ruta 1, während die Ruta 102 durch die Stadt verläuft.

## Einwohner
Die Stadt hatte 2004 9.311 Einwohner.
| Jahr | Einwohner |
| ---- | --------- |
| 1963 | 7.771     |
| 1975 | 8.292     |
| 1985 | 8.879     |
| 1996 | 9.428     |
| 2004 | 9.311     |

Quelle: Instituto Nacional de Estadística de Uruguay

## Stadtverwaltung
Bürgermeister (Alcalde) von Rosario ist Daniel Dibot.

## Söhne und Töchter der Stadt
- Juan Ahuntchaín (* 1952), Fußballspieler und -trainer
- Diego Benítez (* 1988), Fußballspieler
- Gastón Brugman (* 1992), Fußballspieler
- Fredy Clavijo (* 1955), Fußballspieler
- Rodolfo Collazo (* 1983), Ruderer
- Carlos María Collazzi Irazábal (* 1947), Bischof
- Darlyn Gayol (* 1964), Fußballspieler und -trainer
- Diego Godín (* 1986), Fußballspieler
- Ruperto Long, Politiker
- Joaquín Vergés (* 1992), Fußballspieler
- Fabio Zerpa, Ufologe